# Los Angeles Rams 2020
La stagione 2020 dei Los Angeles Rams è stata la 83ª della franchigia nella National Football League, la 53ª nell'area metropolitana di Los Angeles e la quarta con Sean McVay come capo-allenatore . Fu inoltre la prima nel nuovo SoFi Stadium, condiviso con i Los Angeles Chargers. La squadra migliorò il record di 9-7 della stagione precedente, facendo ritorno ai playoff dopo un anno di assenza. La difesa dei Rams fu la migliore della lega in termini di punti subiti, 296. Aaron Donald fu premiato per la terza volta come miglior difensore dell'anno della NFL.
Nel turno delle wild card i Rams batterono i Seattle Seahawks 30–20. Nel turno successivo affrontarono i Green Bay Packers numeri uno del tabellone della NFC, perdendo per 32–18.

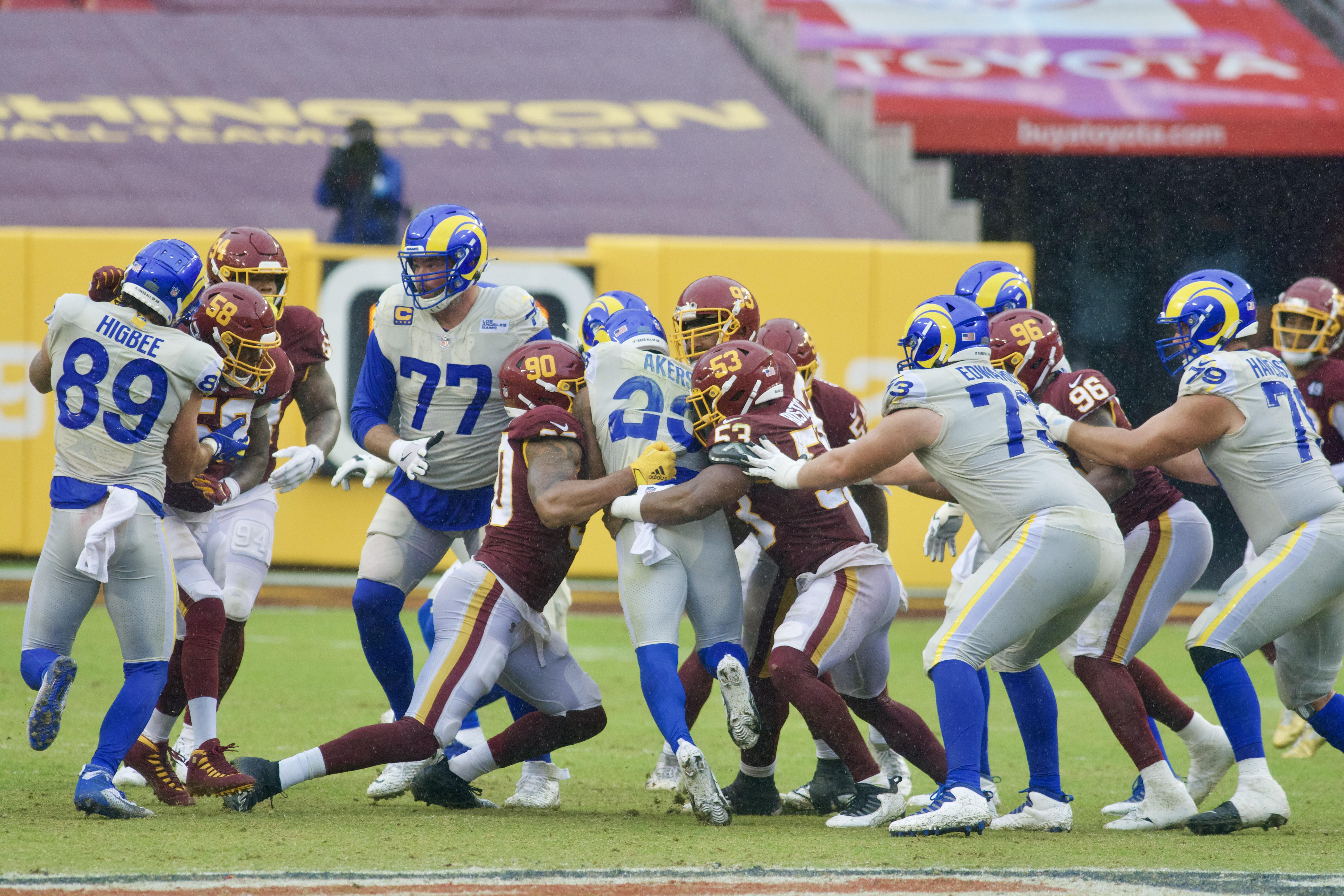
La gara della settimana 5 contro Washington

## Scelte nel Draft 2020
| Scelte dei Rams nel Draft 2020 |        |                  |       |               |
| Giro                           | Scelta | Giocatore        | Ruolo | College       |
| 2                              | 52     | Cam Akers        | RB    | Florida State |
| 2                              | 57     | Van Jefferson    | WR    | Florida       |
| 3                              | 84     | Terrell Lewis    | OLB   | Alabama       |
| 3                              | 104    | Terrell Burgess  | S     | Utah          |
| 4                              | 136    | Brycen Hopkins   | TE    | Purdue        |
| 6                              | 199    | Jordan Fuller    | S     | Ohio State    |
| 7                              | 234    | Clay Johnston    | LB    | Baylor        |
| 7                              | 248    | Sam Sloman       | K     | Miami (OH)    |
| 7                              | 250    | Tremayne Anchrum | G     | Clemson       |

## Staff
| Staff dei Los Angeles Rams nel 2020 |
| --- |
| Organi dirigenziali - Proprietario/Chairman: Stan Kroenke - COO/Vice presidente esecutivo delle operazioni del football – Kevin Demoff - General manager – Les Snead - Dirigente del personale senior – Brian Xanders - Consulente del personale senior – Taylor Morton - Direttore degli osservatori del college – Brad Holmes - Direttore del personale professionistico – Ray Agnew - Assistente del dir. degli osservatori del college – Ted Monago - Direttore della gestione del draft – J.W. Jordan Capo allenatore - Head Coach – Sean McVay - Assistente/Linebacker – Joe Barry - Assistente – Bill Nayes Altri allenatori - Preparatore atletico – Justin Lovett - Assistente p.a. – Fernando Noriega - Assistente p.a. – Dustin Woods Allenatori dell'attacco - Coordinatore offensivo – Kevin O'Connell - Coordinatore gioco sui passaggi – Shane Waldron - Assistente quarterback – Liam Coen - Running back – Thomas Brown - Wide receiver – Eric Yarber - Assistente wide receivers – Zac Robinson - Tight end – Wes Phillips - Coordinatore gioco sulle corse/offensive line – Aaron Kromer - Assistente Offensive line – Andy Dickerson - Controllo qualità – Zak Kromer Allenatori della difesa - Coordinatore difensivo – Brandon Stanley - Defensive line – Eric Henderson - Assistente defensive line – Thad Bogardus - Outside linebacker – Chris Shula - Cornerback – Aubrey Pleasant - Safety – Ejiro Evero - Controllo qualità – Jonathan Cooley Allenatori dello special team - Coordinatore dello Special Team: John Bonamego - Assistente special team - Tory Woodbury |

## Roster
| Roster dei Los Angeles Rams nel 2020 |
| --- |
| Quarterback - 16 Jared Goff - 9 John Wolford Running Back - 23 Cam Akers - -- Raymond Calais - 34 Malcolm Brown - 27 Darrell Henderson - 35 Xavier Jones Wide Receiver - 83 Trishton Jackson - 12 Van Jefferson - 10 Cooper Kupp - 11 Josh Reynolds - 14 Nsimba Webster - 17 Robert Woods Tight End - 81 Gerald Everett - 89 Tyler Higbee - 88 Brycen Hopkins - 82 Johnny Mundt Offensive Linemen - 55 Brian Allen C - 72 Tremayne Anchrum G - 66 Austin Blythe C - 63 Austin Corbett G - 73 David Edwards G - 71 Bobby Evans T - 79 Rob Havenstein T - 70 Joseph Noteboom G - 65 Coleman Shelton C - 77 Andrew Whitworth T Defensive Linemen - 90 Michael Brockers DE - 99 Aaron Donald DT - 97 Morgan Fox DE - 91 Greg Gaines NT - 69 Sebastian Joseph-Day NT Linebacker - 98 Eric Banks OLB - 50 Samson Ebukam OLB - 54 Leonard Floyd OLB - 58 Justin Hollins OLB - 59 Micah Kiser ILB - 45 Ogbonnia Okoronkwo OLB - 95 Jachai Polite OLB - 51 Troy Reeder ILB - 41 Kenny Young ILB Defensive Back - 26 Terrell Burgess S - 32 Jordan Fuller S - 22 Troy Hill CB - 43 John Johnson SS - 25 David Long CB - 20 Jalen Ramsey CB - 24 Taylor Rapp FS - 33 Nick Scott FS - 31 Darious Williams CB Special Team - 6 Johnny Hekker P - 44 Jacob McQuaide LS - 1 Sam Sloman K Lista delle riserve - 67 Chandler Brewer OT (Opt-out) - 48 Travin Howard ILB (IR) - 53 Justin Lawler OLB (Waived/injured) - 52 Terrell Lewis OLB (NF-Inj.) - 94 A'Shawn Robinson DE (NF-Inj.) Squadra di allenamento - 49 Daniel Bituli ILB - 86 Kendall Blanton TE - 68 Cohl Cabral C - 93 Marquise Copeland DT - 21 Donte Deayon CB - 64 Jamil Demby G - 96 Michael Hoecht DE - 46 JuJu Hughes S - 15 J.J. Koski - 37 Tyrique McGhee CB - -- Derrick Moncrief ILB - 57 Natrez Patrick OLB - 5 Bryce Perkins QB - -- J.R. Reed S - 56 Christian Rozeboom ILB - 62 Jonah Williams DE 53 attivi, 4 inattivi, 16 nella squadra di allenamento |
| Legenda - I rookie sono in corsivo. - Il primo ruolo è il principale mentre gli eventuali successivi indicano i ruoli secondari. - (IR) sta per Injured Reserve ed indica la lista ristretta per un solo giocatore infortunato che può tornare ad allenarsi dopo la settimana 6 e a rientrare in prima squadra dopo che questa ha giocato 8 partite. - (NF-Inj.) / (NF-Ill.) stanno rispettivamente per Non-Football Injured e Non-Football Illness ed indicano le liste dove viene inserito un giocatore che ha un infortunio o una malattia non dipendente dal football americano. - (PUP) sta per Physically Unable to Perform ed indica la lista dove viene inserito un giocatore mentre è in attesa di recuperare la condizione fisica. Nella stagione regolare dopo la sesta partita giocata dalla propria squadra, il giocatore ha tempo tre settimane per riprendere ad allenarsi, più tre settimane aggiuntive dal suo rientro agli allenamenti per rientrare in prima squadra. |

## Calendario

### Pre-stagione
Il calendario della fase pre-stagionale è stato annunciato il 7 maggio 2020. Tuttavia, il 27 luglio 2020, il commissioner della NFL Roger Goodell ha annunciato la cancellazione totale della pre-stagione, a causa della pandemia di Covid-19.

### Stagione regolare
| Stagione regolare |                    |                             |                    |                    |                         |                    |
| Turno             | Data               | Avversario                  | Risultato          | Record             | Stadio                  | Sintesi            |
| 1                 | 13 settembre       | Dallas Cowboys              | V 20–17            | 1–0                | SoFi Stadium            | Recap              |
| 2                 | 20 settembre       | at Philadelphia Eagles      | V 37–19            | 2–0                | Lincoln Financial Field | Recap              |
| 3                 | 27 settembre       | at Buffalo Bills            | S 32–35            | 2–1                | Bills Stadium           | Recap              |
| 4                 | 4 ottobre          | New York Giants             | V 17–9             | 3–1                | SoFi Stadium            | Recap              |
| 5                 | 11 ottobre         | at Washington Football Team | V 30–10            | 4–1                | FedExField              | Recap              |
| 6                 | 18 ottobre         | at San Francisco 49ers      | S 16–24            | 4–2                | Levi's Stadium          | Recap              |
| 7                 | 26 ottobre         | Chicago Bears               | V 24–10            | 5–2                | SoFi Stadium            | Recap              |
| 8                 | 1 novembre         | at Miami Dolphins           | S 17–28            | 5–3                | Hard Rock Stadium       | Recap              |
| 9                 | Settimana di pausa | Settimana di pausa          | Settimana di pausa | Settimana di pausa | Settimana di pausa      | Settimana di pausa |
| 10                | 15 novembre        | Seattle Seahawks            | V 23–16            | 6–3                | SoFi Stadium            | Recap              |
| 11                | 23 novembre        | at Tampa Bay Buccaneers     | V 27–24            | 7–3                | Raymond James Stadium   | Recap              |
| 12                | 29 novembre        | San Francisco 49ers         | S 20–23            | 7–4                | SoFi Stadium            | Recap              |
| 13                | 6 dicembre         | at Arizona Cardinals        | V 38–28            | 8–4                | State Farm Stadium      | Recap              |
| 14                | 10 dicembre        | New England Patriots        | V 24–3             | 9–4                | SoFi Stadium            | Recap              |
| 15                | 20 dicembre        | New York Jets               | S 20–23            | 9–5                | SoFi Stadium            | Recap              |
| 16                | 27 dicembre        | at Seattle Seahawks         | S 9–20             | 9–6                | Lumen Field             | Recap              |
| 17                | 3 gennaio          | Arizona Cardinals           | V 18–7             | 10–6               | SoFi Stadium            | Recap              |

Note: gli avversari della propria division sono in grassetto.

### Playoff
| Playoff    |            |                          |           |        |               |         |
| Turno      | Data       | Avversario (seed)        | Risultato | Record | Stadio        | Sintesi |
| Wild Card  | 9 gennaio  | at Seattle Seahawks (3)  | V 30–20   | 1–0    | Lumen Field   | Recap   |
| Divisional | 16 gennaio | at Green Bay Packers (1) | S 18–32   | 1–1    | Lambeau Field | Recap   |

## Premi
- Aaron Donald

difensore dell'anno

### Premi settimanali e mensili
- Micah Kiser:

difensore della NFC della settimana 2
- Aaron Donald:

difensore della NFC della settimana 5
- Johnny Hekker:

giocatore degli special team della NFC della settimana 7
giocatore degli special team della NFC del mese di ottobre
- Leonard Floyd:

difensore della NFC della settimana 10
- Robert Woods:

giocatore offensivo della NFC della settimana 11
- Cam Akers:

giocatore offensivo della NFC della settimana 14